# Charles McCully
Charles Findlay McCully (* 30. April 1947 in Motherwell; † 23. Oktober 2007 in Meriden, Connecticut) war ein schottischstämmiger US-amerikanischer Fußballspieler.

## Werdegang
Geboren als Sohn von John and Annie Mair McCully und einer von sieben Geschwistern spielte Charles McCully in Schottland bei den Cambuslang Rangers und Stirling Albion. 1967 wechselte er in die American Soccer League, wo er mit den Philadelphia Ukrainians die Meisterschaft gewann. 1968 schloss der Offensivspieler sich den Boston Beacons in der frisch gegründeten North American Soccer League an, das Franchise schied jedoch am Ende der ersten Spielzeit wieder aus. Nach zwei Jahren in der German American Soccer League kehrte er 1971 in die NASL zurück, dieses Mal für zwei Spielzeiten als Spieler von New York Cosmos. Nachdem er sich zwischenzeitlich in Connecticut niedergelassen hatte, lief er ab 1975 für das neu gegründete Franchise Hartford Bicentennials auf. 1976 bzw. 1977 stand er jeweils noch eine Spielzeit bei den Washington Diplomats bzw. Connecticut Yankees unter Vertrag.
Zwischen 1973 und 1975 lief McCully für die US-amerikanische Nationalmannschaft auf, in elf Länderspielen blieb ihm dabei ein Torerfolg verwehrt. Nach dem Ende seiner aktiven Karriere wurde er in die Connecticut Soccer Hall of Fame aufgenommen.